# Canton de Fumel
Le canton de Fumel est une ancienne division administrative française située dans le département de Lot-et-Garonne, en région Aquitaine.

## Géographie
Ce canton était organisé autour de Fumel dans l'arrondissement de Villeneuve-sur-Lot. Son altitude variait de 56 m (Condezaygues) à 284 m (Sauveterre-la-Lémance) pour une altitude moyenne de 131 m.

## Historique
Le canton de Fumel est l'un des cantons de Lot-et-Garonne créés en 1790, en même temps que les autres cantons français. Il a d'abord été rattaché au district de Monflanquin avant de faire partie de l'arrondissement de Villeneuve-d'Agen, renommé en arrondissement de Villeneuve-sur-Lot en 1875.

### Redécoupage cantonal de 2014-2015
Par décret du 26 février 2014, le nombre de cantons du département passe de 40 à 21, avec mise en application aux élections départementales de mars 2015. Le canton de Fumel est supprimé à cette occasion. Ses sept communes sont alors intégrées au nouveau canton du Fumélois dont le bureau centralisateur reste fixé à Fumel.

## Communes
Le canton de Fumel comprenait sept communes.
| Nom                       | Code Insee | Intercommunalité       | Superficie (km2) | Population (dernière pop. légale) | Densité (hab./km2) |
| ------------------------- | ---------- | ---------------------- | ---------------- | --------------------------------- | ------------------ |
| Fumel (chef-lieu)         | 47106      | CC Fumel Vallée du Lot | 22,66            | 4 980 (2014)                      | 220                |
| Blanquefort-sur-Briolance | 47029      | CC Fumel Vallée du Lot | 41,93            | 485 (2014)                        | 12                 |
| Condezaygues              | 47070      | CC Fumel Vallée du Lot | 10,81            | 852 (2014)                        | 79                 |
| Cuzorn                    | 47077      | CC Fumel Vallée du Lot | 23,34            | 861 (2014)                        | 37                 |
| Monsempron-Libos          | 47179      | CC Fumel Vallée du Lot | 9,05             | 2 085 (2014)                      | 230                |
| Saint-Front-sur-Lémance   | 47242      | CC Fumel Vallée du Lot | 19,58            | 549 (2014)                        | 28                 |
| Sauveterre-la-Lémance     | 47292      | CC Fumel Vallée du Lot | 23,46            | 535 (2014)                        | 23                 |

## Démographie
| 1962   | 1968   | 1975   | 1982   | 1990   | 1999   | 2006   | 2011   | 2012   |
| ------ | ------ | ------ | ------ | ------ | ------ | ------ | ------ | ------ |
| 12 980 | 13 556 | 13 583 | 12 903 | 11 859 | 10 956 | 10 752 | 10 580 | 10 585 |

## Représentation

### Conseiller généraux de 1833 à 2015
| Période | Période          | Identité                                        | Étiquette                | Qualité |
| ------- | ---------------- | ----------------------------------------------- | ------------------------ | --- |
| 1833    | 1844             | François Delard                                 |                          | Propriétaire Maire de Fumel (1837-1851)                                                                           |
| 1844    | 1848             | Émile de Langsdorff                             |                          | Ministre plénipotentiaire au Brésil Propriétaire à Fumel                                                          |
| 1848    | 1852             | Jean-Faustin Basset                             |                          | Notaire à Saint-Front                                                                                             |
| 1852    | 1870 (décès)     | Guillaume Trenty                                |                          | Juge de paix à Villeneuve-sur-Lot                                                                                 |
| 1870    | 1886             | Antoine Fournier-Gorre                          | Droite                   | Propriétaire et notaire Maire de Fumel (1871-1878)                                                                |
| 1886    | 1889             | Bertrand de Langsdorff (fils d'E.de Langsdorff) | Conservateur Légitimiste | Ancien officier de marine, propriétaire du château de Fumel                                                       |
| 1889    | 1925             | Gaston Belhomme                                 | Rad.                     | Entrepreneur de travaux publics Ingénieur civil à Libos Sénateur (1906-1920)                                      |
| 1925    | 1940             | Georges Escande                                 | Rad.                     | Négociant Maire de Fumel (1919-1944) Sénateur (1936-1941) Nommé conseiller départemental en 1943                  |
|         |                  |                                                 |                          | |
| 1945    | 1955             | Jean Nénon                                      | SFIO                     | Instituteur à Fumel Député (1951-1955) Conseiller municipal de Fumel                                              |
| 1955    | 1961             | Paul Escande (fils de G.Escande)                | Rad.                     | Directeur commercial Maire de Fumel (1959-1971)                                                                   |
| 1961    | 1976 (décès)     | Jean Nénon                                      | SFIO puis PSU puis DVG   | Instituteur retraité, ancien député, Fumel                                                                        |
| 1976    | 1992             | Paul Mauvezin                                   | app.RPR                  | Maire de Fumel (1971-1989)                                                                                        |
| 1992    | 1998             | André Lautié                                    | RPR                      | Pharmacien Maire de Fumel (1995-2001)                                                                             |
| 1998    | 2004             | Serge Dupouy                                    | PS                       | Chef d'entreprise Conseiller municipal de Fumel                                                                   |
| 2004    | 2013 (démission) | Jean-Louis Costes                               | UMP                      | Fonctionnaire territorial Maire de Fumel depuis 2001 Président de Fumel Communauté (2011-2016) Député (2013-2017) |
| 2013    | 2015             | Michèle Lafoz                                   | UMP                      | Retraitée de l'enseignement à Monsempron-Libos                                                                    |

### Conseillers d'arrondissement (de 1833 à 1940)
| Période                                  | Période          | Identité                     | Étiquette      | Qualité |
| ---------------------------------------- | ---------------- | ---------------------------- | -------------- | --- |
| 1833                                     | 1848             | Guillaume Trenty (1800-1870) |                | Avocat, ancien maire de Monsempron                                                                          |
|                                          |                  |                              |                | |
| 1880                                     | 1886             | Jean Escande                 | Républicain    | Banquier, maire de Fumel (1878-1882)                                                                        |
| 1886                                     | 1890 (démission) | M. Constant                  | Droite         | |
| 1890                                     | 1934             | Jean Dieudé-Fauvel           | Républicain RG | Médecin, Président du Conseil d'arrondissement, conseiller municipal de Sauveterre-la-Lémance               |
| 1934                                     | 1940             | Joseph Andrau                | Radical        | Agriculteur à Blanquefort-sur-Briolance                                                                     |
| 1940                                     |                  |                              |                | Les conseils d'arrondissement ont été suspendus par la loi du 12 octobre 1940 et n'ont jamais été réactivés |
| Les données manquantes sont à compléter. |                  |                              |                | |